# HeliCops
HeliCops è una serie televisiva d'azione e di fantascienza tedesca.
In Italia è stata trasmessa in prima tv da Italia 1. In seguito è stata replicata sulle emittenti Rete 4, Canale 5, Duel TV, Steel e Iris.

## Trama
La polizia di Berlino ha una nuova arma per combattere la criminalità urbana: una speciale task force del corpo teutonico può infatti vantare un elicottero militare di ultima generazione, un AK1, munito di strumenti sofisticatissimi come dei potenti sensori sonori, radar a infrarossi, un cannone ad onde elettromagnetiche, silenziatori per il motore, mitragliatori, fumogeni e bombe.

## Episodi

### Stagione 1
| n° | Titolo originale              | Titolo italiano | Prima TV Germania | Prima TV Italia |
| -- | ----------------------------- | --------------- | ----------------- | --------------- |
| P. | Feuertaufe für AK 1           |                 | 2 ottobre 1998    |                 |
| 1  | Babels Untergang              |                 | 5 ottobre 1998    |                 |
| 2  | Projekt Brainstorm            |                 | 12 ottobre 1998   |                 |
| 3  | 42 Kilometer in den Tod       |                 | 19 ottobre 1998   |                 |
| 4  | Das Drehbuch schreibt der Tod |                 | 26 ottobre 1998   |                 |
| 5  | Sturzflug                     |                 | 2 novembre 1998   |                 |
| 6  | Blackmail                     |                 | 9 novembre 1998   |                 |
| 7  | Todesflug IL 888              |                 | 16 novembre 1998  |                 |
| 8  | Teufelsberg                   |                 | 23 novembre 1998  |                 |
| 9  | Blutsonntag                   |                 | 30 novembre 1998  |                 |
| 10 | Freier Freitag                |                 | 7 dicembre 1998   |                 |
| 11 | Der Euro-Raub                 |                 | 14 dicembre 1998  |                 |
| 12 | Toter Punkt                   |                 | 21 dicembre 1998  |                 |
| 13 | Faule Eier                    |                 | 4 gennaio 1999    |                 |
| S. | HeliCops - Die Mega-Action    |                 | 4 gennaio 1999    |                 |

### Stagione 2
| n° | Titolo originale          | Titolo italiano | Prima TV Germania | Prima TV Italia |
| -- | ------------------------- | --------------- | ----------------- | --------------- |
| 14 | Zwischen Himmel und Hölle |                 | 13 marzo 2000     |                 |
| 15 | Tod auf der Raveparade    |                 | 20 marzo 2000     |                 |
| 16 | Das Jahr des Drachen      |                 | 27 marzo 2000     |                 |
| 17 | Die Brodsky-Variante      |                 | 3 aprile 2000     |                 |
| 18 | Die Venusjagd             |                 | 10 aprile 2000    |                 |
| 19 | Blutige Geschäfte         |                 | 17 aprile 2000    |                 |
| 20 | Das Gold der Kleopatra    |                 | 8 maggio 2000     |                 |
| 21 | Jonnys letzte Show        |                 | 15 maggio 2000    |                 |
| 22 | Richtfest                 |                 | 22 maggio 2000    |                 |
| 23 | Die Verschwörung          |                 | 29 maggio 2000    |                 |
| 24 | Explosiv                  |                 | 5 giugno 2000     |                 |
| 25 | Verschwundene Kinder      |                 | 26 giugno 2000    |                 |

### Stagione 3
| n° | Titolo originale        | Titolo italiano | Prima TV Germania | Prima TV Italia |
| -- | ----------------------- | --------------- | ----------------- | --------------- |
| 26 | Himmelsstürmer          |                 | 12 marzo 2001     |                 |
| 27 | Doppeltes Spiel         |                 | 19 marzo 2001     |                 |
| 28 | Schneekönig und Samurai |                 | 26 marzo 2001     |                 |
| 29 | Juwelen-Brüder          |                 | 2 aprile 2001     |                 |
| 30 | Der Milliarden-Coup     |                 | 9 aprile 2001     |                 |
| 31 | Fehlgeleitet            |                 | 23 aprile 2001    |                 |
| 32 | Das Chamäleon           |                 | 30 aprile 2001    |                 |
| 33 | Jungbrunnen             |                 | 7 maggio 2001     |                 |
| 34 | Geldgier                |                 | 28 maggio 2001    |                 |

## Curiosità
- L'hangar dell'elicottero della serie è situato presso l'aeroporto di Berlino-Tempelhof.